# Dąbrowa Górnicza
Dąbrowa Górnicza es una ciudad de Polonia de 115.955  habitantes (2021). Situado en el Voivodato de Silesia, la ciudad tiene un marcado carácter industrial, se encuentra ubicada en la región histórica de Zagłębie Dąbrowskie, en el Área Industrial de Silesia Superior. Desde 2018, parte de la Metrópolis de Alta Silesia-Zagłębie.

## Historia
La pequeña localidad de Dąbrowa comenzó a crecer a principios del siglo XIX debido al descubrimiento de minerales en la región. La industria de explotación de minerales se estableció a partir de 1834.

## Principales monumentos
- Basílica de la Santísima Virgen María de los Ángeles de los años 1875, 1898-1912[3]
- Palacio de la Cultura de Zagłębie construido después de 1950[3]
- Basílica del Sagrado Corazón de Jesús en Dąbrowa Górnicza (distrito de Strzemieszyce Wielkie)[3]
- Una capilla de madera del siglo XVIII, reconstruida en 1802[3]
- Molino del siglo XVIII. en Ratanice[3]

## lugares importantes
- WSB Universidad — una de las principales universidades privadas de Polonia
- Fábrica llena de vida — centro cultural postindustrial